# 掉落熊

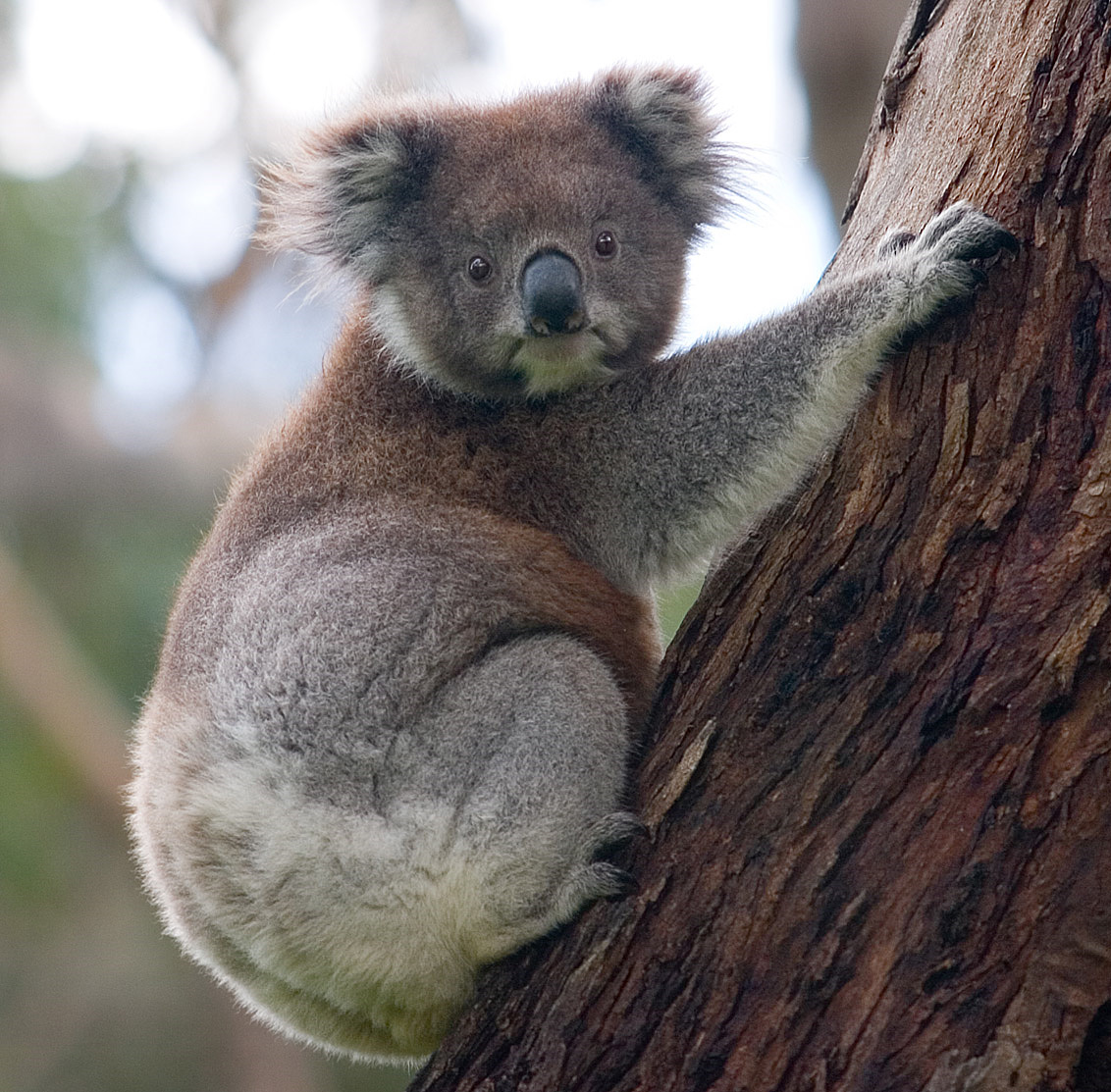
無尾熊（圖中所示）是掉落熊神話的主要靈感來源。

掉落熊（英語 : Drop Bear）是當代澳大利亞民間傳說中的一個虛構生物，描述的是一種掠食性、肉食性版本的無尾熊。這種虛構的動物常被用來講述嚇唬遊客的高大故事。雖然無尾熊通常是溫馴的草食動物（並不是熊），但墜落熊被描述為異常巨大且兇猛的有袋動物，棲息在樹頂，會從上方落下襲擊無警戒的人（或其他獵物），讓它們從頭上落下。

## 起源
“墜落熊”神話的起源尚不明確。有人將其歸因於保羅·霍根的喜劇節目《保羅·霍根秀》中的一幕，該場景描述了無尾熊從樹上跳下來襲擊一個人。然而，也有人說它起初是為了嚇唬孩子而講的恐怖故事，或者是對來澳大利亞接受訓練的士兵玩的一個把戲。
一篇1967年的文章在澳大利亞陸軍報紙《陸軍報》中提到了“可怕的墜落熊”， 而1976年一篇關於一個軍事基地的文章則提到了“關於墜落熊和環蛇的傳說和故事據說起源於那裡”。 早期在印刷品中出現的其他案例包括1978年《皇家澳大利亞海軍新聞》中的一篇文章 和1982年《坎培拉時報》上的一則分類廣告。

## 軼事
墜落熊的故事通常被用作內部笑話，旨在嚇唬和困惑外來者，同時逗樂當地人，類似於北美的“可怕的生物”，比如jackalope。 遊客是這類故事的主要目標。 這些故事通常伴隨著建議，聽者採用各種據稱可以阻擋墜落熊襲擊的策略，包括把叉子插在頭發中、將維基咪或牙膏塗在耳後或腋下、小便在自己身上，以及只用澳大利亞口音說英語。

## 普及化
澳大利亞博物館的網站中有一條關於掉落熊的條目，以一種類似於其他真實物種條目的嚴肅語氣撰寫。該條目將掉落熊歸類為Thylarctos plummetus，並描述其為“一種大型的、樹棲的、掠食性的有袋動物，與考拉有關”，大小像豹，毛色粗糙呈橙色並有深色斑點，前肢強壯適於攀爬和攻擊獵物，咬合使用闊大而強勁的前臼齒而非犬齒。具體來說，它指出它們重120（260磅），長130（51英寸）。 這個開玩笑的條目是為了“愚人節”而創建的。 澳大利亞博物館還在博物館內設立了一個小展示，展示了它聲稱“可能與實際掉落熊有關，也可能沒有關係”的文物。
澳大利亞地理在2013年4月1日（愚人節）在其網站上發表了一篇文章，聲稱研究人員發現掉落熊更可能攻擊遊客，而且攻擊對象通常不是具有澳大利亞口音的人。 這篇文章是基於2012年發表在澳大利亞地理學家的論文，儘管在幾個地方引用了澳大利亞博物館有關掉落熊的條目，但澳大利亞地理文章中包含的圖像來源於澳大利亞地理學家，並不符合澳大利亞博物館的物種描述。
使用北極熊的掉落熊惡作劇被幽默地引用在Bundaberg Rum的廣告中。
在Terry Pratchett的Discworld小說《最後一片大陸》中，掉落熊居住在一個被描繪成澳大利亞的模仿的大陸Fourecks，這個版本的掉落熊故事展示了這些動物有著厚實的背部以減緩它們的墜落。
澳大利亞人Chris Toms和紐西蘭音樂家Johnny Batchelor於1981年組成了一個名為“The Dropbears”的樂隊。

## 來源
1. ↑  Lang, Anouk. . Antipodes. 2010, 24 (1)  [2024-06-11]. （原始内容存档于2024-05-21）.
2. ↑  Staff Writers. Herald Sun, 24 October 2014. "Australia’s greatest hoaxes: the pranks that tricked a nation".
3. ↑  Switek, Brian. Slate, "These Horrifying Creatures Ought to Be Movie Stars （页面存档备份，存于）".
4. ↑  David Wood, "Yarns spun around campfire 的存檔，存档日期10 May 2005.", in Country News, byline, 2 May 2005, accessed 4 April 2008
5. 1 2 3  Janssen, Volker. . Australian Geographer. 2012, 43 (4): 445–452  [2024-06-11]. S2CID 41382932. doi:10.1080/00049182.2012.731307. （原始内容存档于2019-03-08）.
6. ↑  Seal, Graham. . ReadHowYouWant.com. 2010: 136  [2024-06-11]. ISBN 9781458716811. （原始内容存档于2023-01-13）.
7. 1 2  Westcott, Ben. . CNN. 18 December 2020  [18 December 2020] （英语）.
8. ↑  . Army (Australian Army). 12 October 1967: 1  [10 July 2023].
9. ↑  MacNamara, Jim. . Army (Australian Army). 9 December 1976  [10 July 2023].
10. ↑  . Royal Australian Navy News (Royal Australian Navy). 29 September 1978  [10 July 2023]. （原始内容存档于2023-09-02）.
11. ↑  Dorson, Richard M. Man and Beast in American Comic Legend.（印第安納大學出版社，1982年）。
12. ↑  米勒（Miller，John），The Lingo Dictionary: Of Favourite Australian Words and Phrases （页面存档备份，存于），第88頁。2011年。ISBN 9781459620674
13. ↑  Seal, Graham. . ReadHowYouWant.com. 2010: 135. ISBN 9781458716811.
14. ↑  坎培拉城市新聞，“傳播神話”，2003年8月6日。
15. 1 2  . Discover & Learn; Animal fact sheets; Mammals. Australian Museum. August 30, 2019  [2020-02-09]. （原始内容存档于January 12, 2020）.
16. ↑  . Australian Museum. 17 August 2012  [2024-06-11]. （原始内容存档于2024-04-20）.
17. 1 2  Australian Museum - In the News Dec 2010 將該條目描述為受“'愚人節'”的啟發。
18. 1 2  Middleton, Amy. . Official site. 澳大利亞地理. 1 April 2013  [17 November 2016]. （原始内容存档于2021-03-24）.
19. ↑  Westcott, Ben. . CNN (華納媒體). 18 December 2020  [2024-06-11]. 原始内容存档于2024-06-05 （英语）.
20. ↑  .   [22 August 2020]. （原始内容存档于11 November 2020）.
21. ↑  . www.kctv5.com.   [2020-12-20].

## 註解
1. ↑  在英國，澳大利亞啤酒Castlemaine XXXX被俗稱為4X。